# 旸谷站 (两江道)
暘谷站（韓語：양곡역）是朝鮮民主主義人民共和國两江道白岩郡阳谷里的一個鐵路車站，属于白头山青年线。

## 邻近车站
白头山青年线
蛇島站 - 暘谷站 - 合水站